# Cunegunda de Sternberg
Cunegunda de Sternberg (Benešov, 18 de novembro 1425  – Poděbrady, 19 de novembro de 1449) foi a primeira esposa de Jorge de Poděbrady, que mais tarde se tornou Rei da Boêmia.

## Vida
Os pais de Cunegunda eram os nobres da Boêmia, Smil de Sternberg e Bárbara de Pardubice. Em 1441, casou-se, com Jorge de Poděbrady, então com 21 anos, que tinha sido capitão do antigo círculo boêmio de Stará Boleslav, a partir de 1440. O casamento gerou três filhos:
- Bocek IV de Poděbrady (1442-1496)
- Victor, Duque de Münsterberg (1443-1500)
- Henrique I, Duque de Münsterberg-Oels (1448-1498)

E três filhas:
- Bárbara de Kunštát-Poděbrady (1440-1474), casou-se com Ulrico de Oettingen
- Catarina de Poděbrady (1449-1464)
- Sidônia de Poděbrady (1449-1510)

Em 1444, Cunegunda fundou um hospital em Poděbrady. Recebeu o nome dela e permaneceu em operação até o início do século XX. Ela também criou uma fundação para a educação de jovens, construção de escolas e reabilitação de prisioneiros.
Ela morreu em 1449, um dia depois de seu vigésimo quarto aniversário, e cinco dias após dar à luz as gêmeas, por complicações do parto. Ela foi sepultada na igreja da paróquia Exaltação da Santa Cruz, em Poděbrady.